# Brainstorming
Brainstorming (čti brejnstorming) je technika skupinové kreativity zaměřená na generování co nejvíce nápadů na dané téma. Nosnou myšlenkou je předpoklad, že lidé pracující ve skupině vymyslí na základě podnětů ostatních více důmyslné nápady, než by generovali samostatně. Poprvé s touto myšlenkou přišel v roce 1942 reklamní pracovník Alexander Osborn, jako specifickou metodu ji popsal ve své knize Your Creative Power, kapitola 33: How to organize a squad to create ideas.
Nejčastěji se využívá v managementu, podnikání, při hledání optimálních postupů či v prognostice. Volně se překládá i jako burza nápadů (viz Prognóza a překladač Google). Využívá se jak divergentní (kreativní) myšlení, tak i konvergentní (logické) myšlení. Ačkoli se jedná o velmi populární techniku, výzkumy od padesátých let minulého století poukazují na její relativní neúčinnost.

Na brainstorming také navazuje Osbornův seznam, technika rozvíjející již vygenerovaný nápad. Mezi další skupinové kreativní techniky patří například Delfská metoda

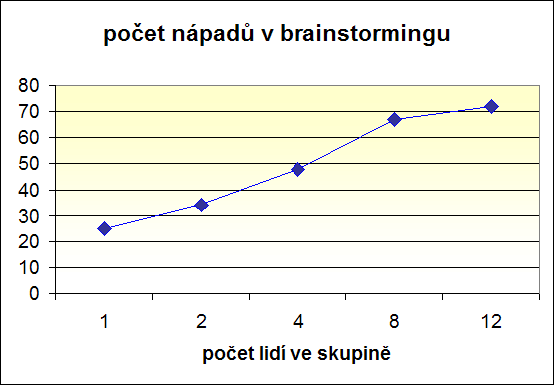
Počet nápadů v závislosti na počtu účastníků

## Osbornovy Zásady brainstormingu
Před započetím brainstormingu by měl být určen moderátor, který bude zapisovat všechny nápady, a který by se měl ujistit, že je téma brainstormingového setkání jasně vymezeno a pochopeno všemi účastníky.
Hlavními dvěma principy, na kterých Osborne celou techniku staví, je bezkritičnost a snaha produkovat co největší množství nápadů, nezávisle na jejich individuální kvalitě. Na základě těchto principů pak Osborn popisuje čtyři zásady, které mají redukovat sociální inhibice mezi členy skupiny a stimulovat tvoření nových nápadů:

###### 1. Cílem je počet
Toto pravidlo má skupinu orientovat na plynulou produkci položek. Stojí na předpokladu, že kvantita produkuje kvalitu. Čím větší počet nápadů, tím větší šance, že mezi nimi bude alespoň jeden dobrý.

###### 2. Bezkritičnost
Podle Osborna je kritika nežádoucí v procesu generování nových nápadů. Klíčem má být navození prostředí, ve kterém se jednotlivci cítí bezpečně a nebojí se, že budou za své méně kvalitní nápady nepříznivě souzeni.

###### 3. Vítání netradičních nápadů
Aby se skupina dopracovala dlouhému seznamu nápadů, nekonformní a netradiční nápady musí být vítány.

###### 4. Kombinace a zlepšování nápadů
Jedním z klíčových způsobů pro produkci nových nápadů má být inspirace již vytvořenými; jejich kombinace a přetváření má pomoct k produkci nových, nečekaných řešení.

## Fáze
Průběh Brainstormingu se může značně lišit, ale ve své základní formě by měl obsahovat alespoň tyto tři fáze:
V 1. fázi by měl být popsán a shrnut cíl setkání. Téma brainstormingu musí být jasně vymezeno a měl by být určen zapisovatel, který bude zapisovat všechny nápady, které zazní.
Ve 2. fázi jsou členové skupiny vedeni k tomu, aby navrhovali pokud možno neobvyklé, dokonce groteskní řešení. Tato instrukce a vliv příkladů jednotlivých členů skupiny na ostatní členy povzbuzují kreativitu.
V 3. fázi probíhá kritické zhodnocení nápadů. Skupina se kolektivně rozhoduje, které nápady mají hodnotu a mohou být dále rozpracovány, a které mohou být smazány.

## Variace
Existuje několik variací na původní Osbornův proces, které jeho techniku upravují a rozšiřují.

### Nominální skupina
Nápady jsou generovány a sepsány samostatně a anonymně. Poté jsou posbírány a skupina hlasuje o každém nápadu, zda jej považují za vhodný, či nikoli.

### Skupinové kolování
Každá osoba ve skupině rozesazené do kola napíše jeden nápad na vlastní papír, a poté jej pošle osobě po jejich pravici, která k tomuto nápadu přidá své myšlenky. Takto každý papír koluje po celém kruhu, až se vrátí zpátky k původnímu autorovi. Výsledkem je tudíž několik, již značně rozpracovaných nápadů, jejichž počet odpovídá počtu členů skupiny.

### Elektronický brainstorming
Existují mnohé způsoby a variace na základní koncept brainstormingu užívané v elektronické a online formě. Pro velmi základní formu této spolupráce jsou užívány online kolaborační tabulkové a textové editory, například Sheets a Docs od Google a Word a Excel synchronizované pomocí Microsoft One Drive.
Zároveň jsou dostupné i mnohé specializované softwarové balíčky navržené přímo pro hladký průběh online brainstormingu.

## Kritika brainstormingu

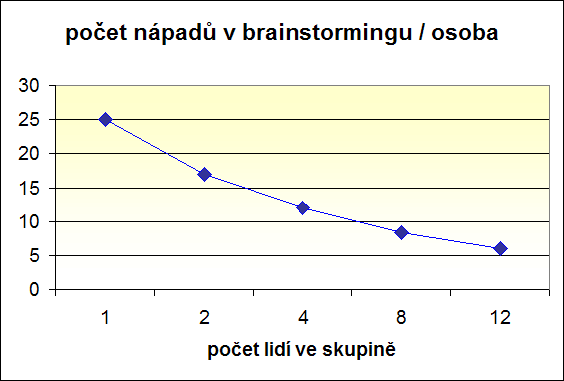
Jak brainstorming ovlivňuje počet zúčastněných

Podle McGrathových výzkumů generují členové skupiny během brainstormingu menší počet méně kreativních nápadů (hodnoceno nezávislými porotci), než kdyby pracovali individuálně. Další výzkumy na toto téma v podání Diehla a Stroebeho ukazují na důvody, proč tomu tak je.

###### Motivace
Vzhledem k tomu, že účastníci nejsou hodnoceni samostatně za počet nápadů, ale veškeré nápady jsou sepisovány dohromady, mohou vlivem sociální lenivosti (social loafing) ztrácet motivaci k vymýšlení.

###### Obava z hodnocení
I přes avizované a vzájemné nehodnocení si nápadů se účastníci obávají vyslovit své jedinečné myšlenky. Tato složka roste vlivem obtížnosti úkolu, tedy s pravděpodobností špatné odpovědi.

###### Blokování výkonu
Tím, že vždy mluví pouze jeden a druzí mlčí, může docházet k zapomínání nápadů, rušení diskusí nebo přerušení tvorby nápadů.

###### Nekritičnost
Původní Osobornův předpoklad, že nekritičnost v průběhu generování nových nápadů bude vést k vyšší kreativitě skupiny není podpořen žádnými navazujícími výzkumy. Navíc se ukazuje, že možnost a přítomnost upřímné autentické kritiky (na rozdíl od jejího potlačování či naopak vynucování) vede k nejvyšší kvalitě i kvantitě nápadů.

###### Sociální přizpůsobení
Častým jevem ve skupinových aktivitách, který se projevuje i při brainstormingu, je tendence jednotlivců snižovat svou aktivitu, pokud jim připadá, že se činí více, než zbytek skupiny (nebo skupinový průměr). To vede k celkovému snižování produktivity právě pro to, že nejkreativnější jedinci potlačují svou kreativitu aby se přiblížili skupinové normě.